# Пентаселенид гексависмута
Пентаселени́д гексави́смута — бинарное неорганическое соединение
селена и висмута
с формулой Bi6Se5,
кристаллы.

## Получение
- Сплавление стехиометрических количеств чистых веществ:

{\displaystyle {\mathsf {6Bi+5Se\ {\xrightarrow {T}}\ Bi_{6}Se_{5}}}}

## Физические свойства
Пентаселенид гексависмута образует кристаллы
тригональной сингонии, пространственная группа P 3m1, параметры ячейки a = 0,4246 нм, c = 6,32 нм, Z = 3
.
Соединение образуется по перитектической реакции.